# Agencia carabobeña de noticias
1. REDIRECCIÓN Agencia Carabobeña de Noticias